# Chongqing Liangjiang Athletic Football Club
Chongqing Liangjiang Athletic Football Club, anteriormente Chongqing Dangdai Lifan F.C. (simplified Chinese: 重庆斯威; traditional Chinese: 重慶斯威; pinyin: Chóngqìng Sīwēi) foi um clube de futebol profissional da China, filiado à Associação Chinesa de Futebol (CFA), sediando seus jogos no estádio Centro Esportivo Olímpico de Chongqing, que tem a capacidade para 58.680 torcedores.

## História
O clube foi fundado em 1995, com o nome de Qianwei (Vanguard) Wuhan antes de fazer a sua estreia nas ligas de futebol chinesas profissionais recém-desenvolvidas. Começou na terceira divisão na temporada de 1995 e foi promovido para a Liga Jia-B, segunda divisão nacional da época. Em 1996 foram campeões da Jia-B League. Com ainda poucos anos de existência rapidamente subiu à primeira divisão. Em 2000 ficou na quarta posição da Jia-A League, foi vice-campeão da Supercopa da China e experimentou a sua maior conquista, a Copa da China de 2000. Em 2002, chegou às semifinais da agora extinta Recopa da AFC. Apesar destes sucessos iniciais, em 2006 desceu de divisão. Voltou à primeira divisão em 2008, mas foi incapaz de permanecer na primeira divisão e foi rebaixado mais uma vez na temporada de 2010. Em 2014, foi campeão da China League One, atual segunda divisão chinesa e conseguiu novamente o acesso à primeira divisão, a Super Liga Chinesa.
Em 5 de janeiro de 2017, Jiang Lizhang, juntamente com o Dangdai International Group, comprou 90% da Chongqing Lifan, renomeando o clube de Chongqing Lifan Football Club para Chongqing Dangdai Lifan.
O clube já teve seu nome alterado várias vezes:
- 1995: Qianwei (Vanguard) Wuhan (前卫武汉)
- 1995: Qianwei (Vanguard) FC (前卫俱乐部)
- 1996–98: Qianwei (Vanguard) Huandao (前卫寰岛)
- 1999–00: Chongqing Longxin (重庆隆鑫)
- 2000–02: Chongqing Lifan (重庆力帆)
- 2003: Chongqing Lifan Xinganjue (重庆力帆新感觉)
- 2004: Chongqing Qiche (重庆奇伡)
- 2005–2017: Chongqing Lifan (重庆力帆)
- 2017–atualmente: Chongqing Dangdai Lifan (重庆斯威)

## Uniformes

### 1º Uniforme
| 2020 | 2019 | 2016-2018 | 2015 |

### 2º Uniforme
| 2020 | 2019 | 2016-2018 | 2015 |

## Títulos
- Liga Jia-B/China League One (2): 1996, 2014
- Copa da China (1): 2000

### Campanhas de destaque
- Supercopa da China (Vice Campeão): 2000

### Categoria de Base
- Liga dos Campeões da AFC Sub-19 (1): 2007

## Elenco atual
Atualizado em 27 de fevereiro de 2020.
Legenda
- : Capitão
- : Jogador suspenso
- : Jogador lesionado